# Bělohradská pahorkatina
Bělohradská pahorkatina je geomorfologický podcelek ve východní části Jičínské pahorkatiny. Zaujímá části okresů Jičín a Trutnov v Královéhradeckém kraji. Území podcelku zhruba vymezují sídla Lužany na západě, Hořice na jihozápadě, Cerekvice nad Bystřicí na jihu, Vlčkovice v Podkrkonoší na východě, Dolní Brusnice na severu a Miletín na severozápadě. Centry okrsku jsou města Lázně Bělohrad a Dvůr Králové nad Labem.

## Geomorfologické členění
Bělohradská pahorkatina na západě sousedí s druhým podcelkem Jičínské pahorkatiny, Turnovskou pahorkatinou. Dále sousedí s celky Krkonošské podhůří na severu, Orlická tabule na východě a Východolabská tabule na jihu.
Podcelek Bělohradská pahorkatina (dle třídění Jaromíra Demka VIA–2B) má v geomorfologickém členění pět okrsků:
- Hořický hřbet (VIA–2B–1)
- Miletínský úval (VIA–2B–2)
- Libotovský hřbet (VIA–2B–3)
- Královédvorská kotlina (VIA–2B–4)
- Královédvorská niva (VIA–2B–5)[pozn. 1]

Kompletní geomorfologické členění celé Jičínské pahorkatiny uvádí následující tabulka:
| Geomorfologické členění Jičínské pahorkatiny                           | Geomorfologické členění Jičínské pahorkatiny | Geomorfologické členění Jičínské pahorkatiny |
| ---------------------------------------------------------------------- | -------------------------------------------- | -------------------------------------------- |
| ČESKÁ VYSOČINA • Česká tabule • Severočeská tabule                     |                                              |                                              |
| TURNOVSKÁ PAHORKATINA                                                  | Vyskeřská vrchovina                          | Trosky (511 m)                               |
| TURNOVSKÁ PAHORKATINA                                                  | Českodubská pahorkatina                      | Zabolky (530 m)                              |
| TURNOVSKÁ PAHORKATINA                                                  | Turnovská stupňovina                         | Sokol (562 m)                                |
| TURNOVSKÁ PAHORKATINA                                                  | Mnichovohradišťská kotlina                   | Káčov (351 m)                                |
| TURNOVSKÁ PAHORKATINA                                                  | Mladoboleslavská kotlina                     | Baba (363 m)                                 |
| TURNOVSKÁ PAHORKATINA                                                  | Jičíněveská pahorkatina                      | Veliš (429 m)                                |
| TURNOVSKÁ PAHORKATINA                                                  | Chloumecký hřbet                             | U doubku (367 m)                             |
| TURNOVSKÁ PAHORKATINA                                                  | Jičínská kotlina                             | Zebín (399 m)                                |
| BĚLOHRADSKÁ PAHORKATINA                                                | Hořický hřbet                                | Chlum (450 m)                                |
| BĚLOHRADSKÁ PAHORKATINA                                                | Miletínský úval                              | Krušina (376 m)                              |
| BĚLOHRADSKÁ PAHORKATINA                                                | Libotovský hřbet                             | Dehtovská horka (526 m)                      |
| BĚLOHRADSKÁ PAHORKATINA                                                | Královédvorská kotlina                       | Kamenec (352 m)                              |
| BĚLOHRADSKÁ PAHORKATINA                                                | Královédvorská niva                          | Na borkách (291 m)                           |
| PROVINCIE • Subprovincie • Oblast / Celek / PODCELEK • Okrsek • Vrchol |                                              |                                              |

## Významné vrcholy
Nejvyšším vrcholem Bělohradské pahorkatiny je Dehtovská horka (526 m n. m.).
- Dehtovská horka (526 m), Libotovský hřbet
- Záleský vrch (459 m), Libotovský hřbet
- Chlum (450 m), Hořický hřbet
- Maxinec (450 m), Hořický hřbet
- Vřešťovský chlum (421 m), Hořický hřbet
- Krušina (377 m), Miletínský úval
- Vinice (361 m), Miletínský úval
- Gothard (357 m), Hořický hřbet
- Kamenec (352 m), Královédvorská kotlina
- Na borkách (293 m), Královédvorská niva

## Fotogalerie

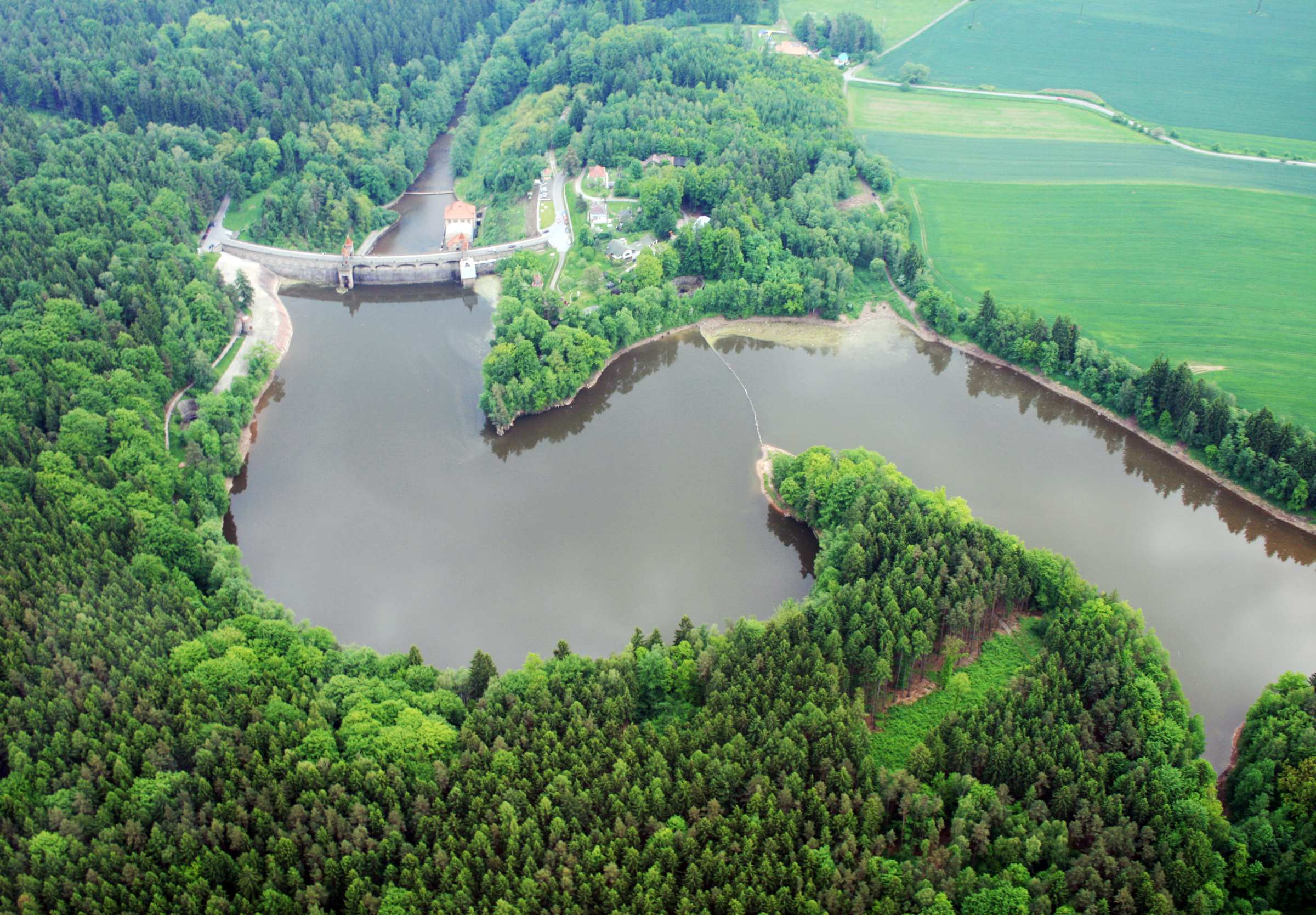
Vodní nádrž Les Království na Labi
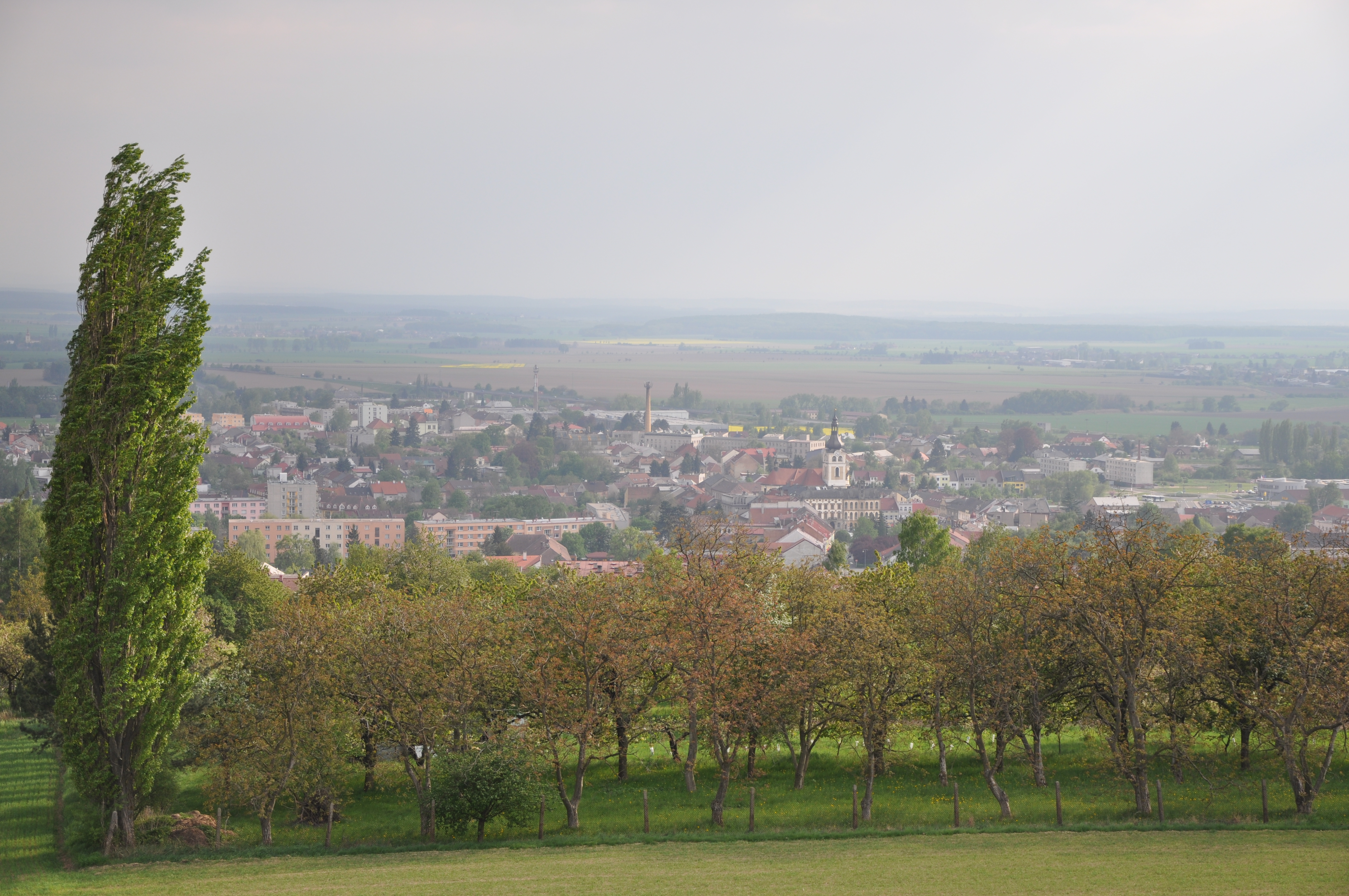
Hořice z Masarykovy věže na Hořickém hřbetu
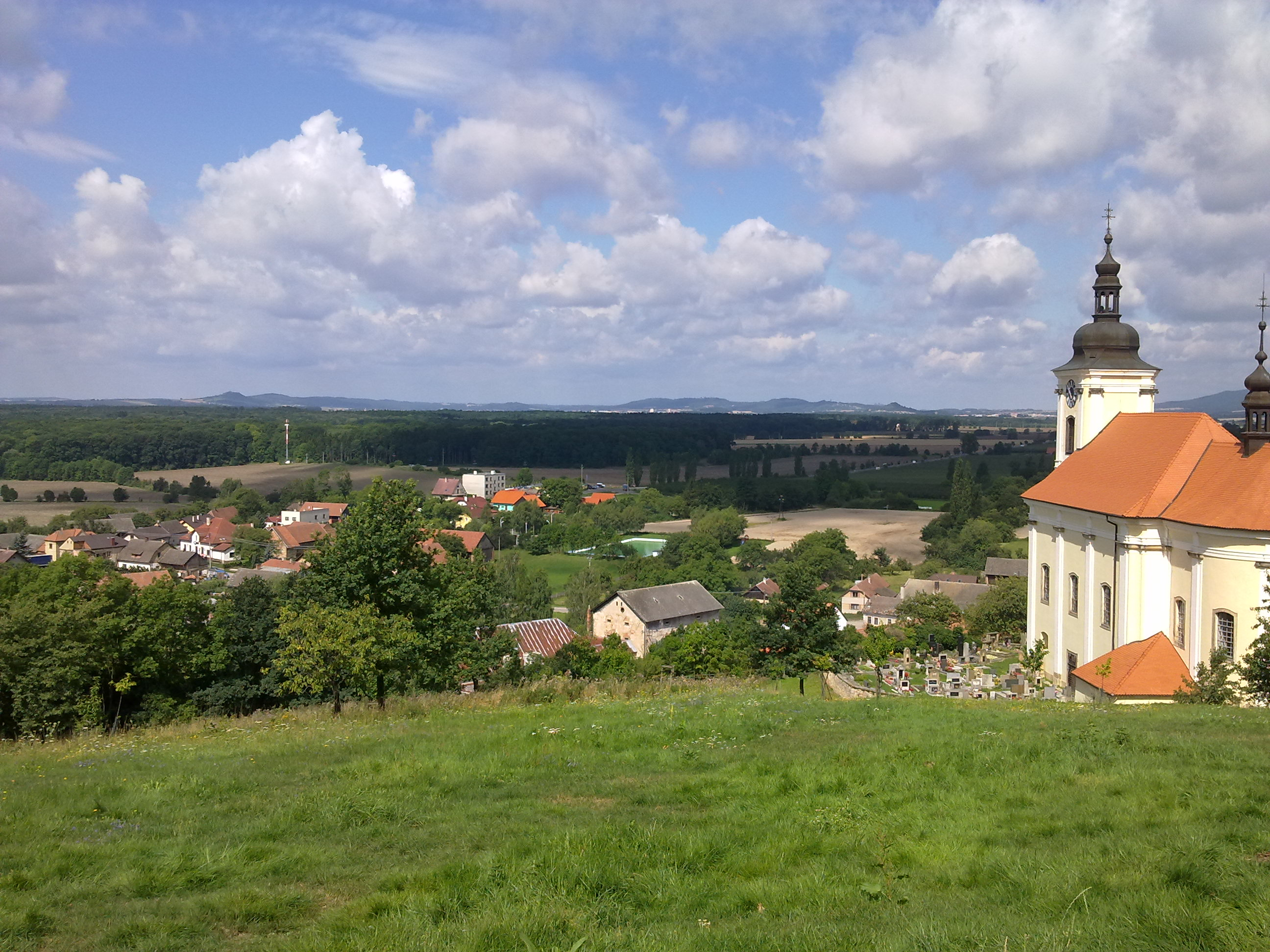
Západní konec Hořického hřbetu u obce Konecchlumí
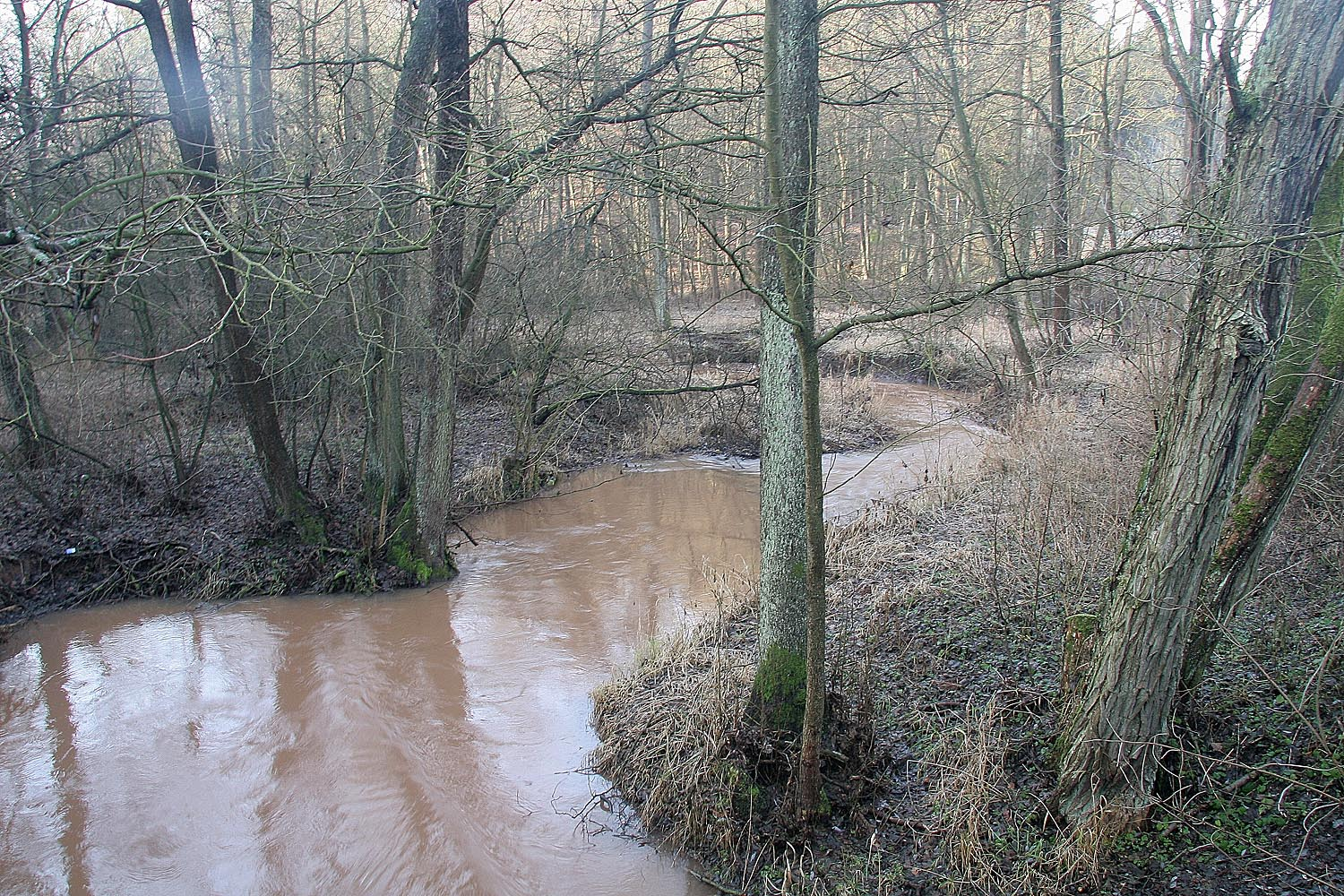
PP Údolí Bystřice nedaleko Hořic
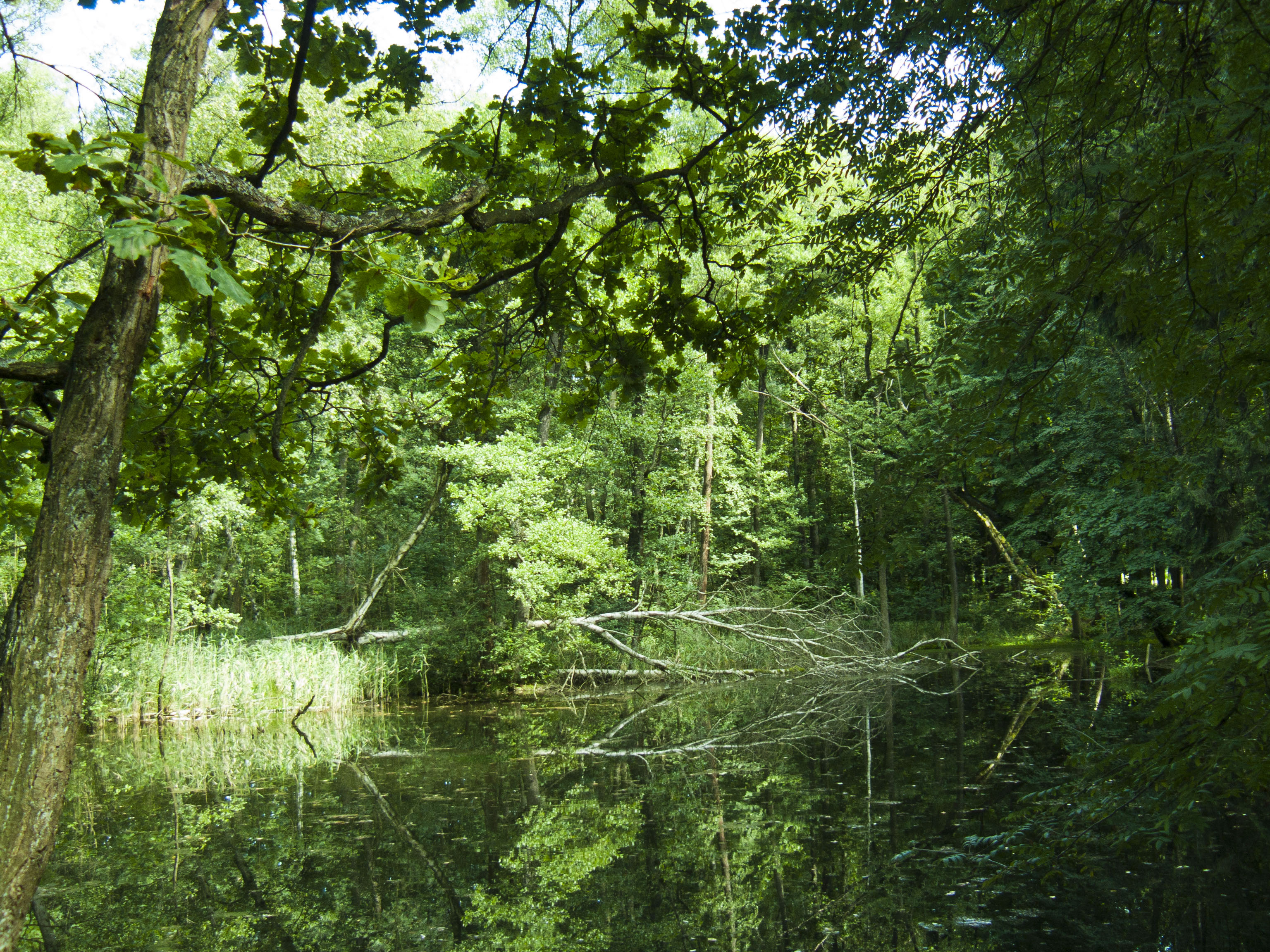
PP Bělohradská bažantnice
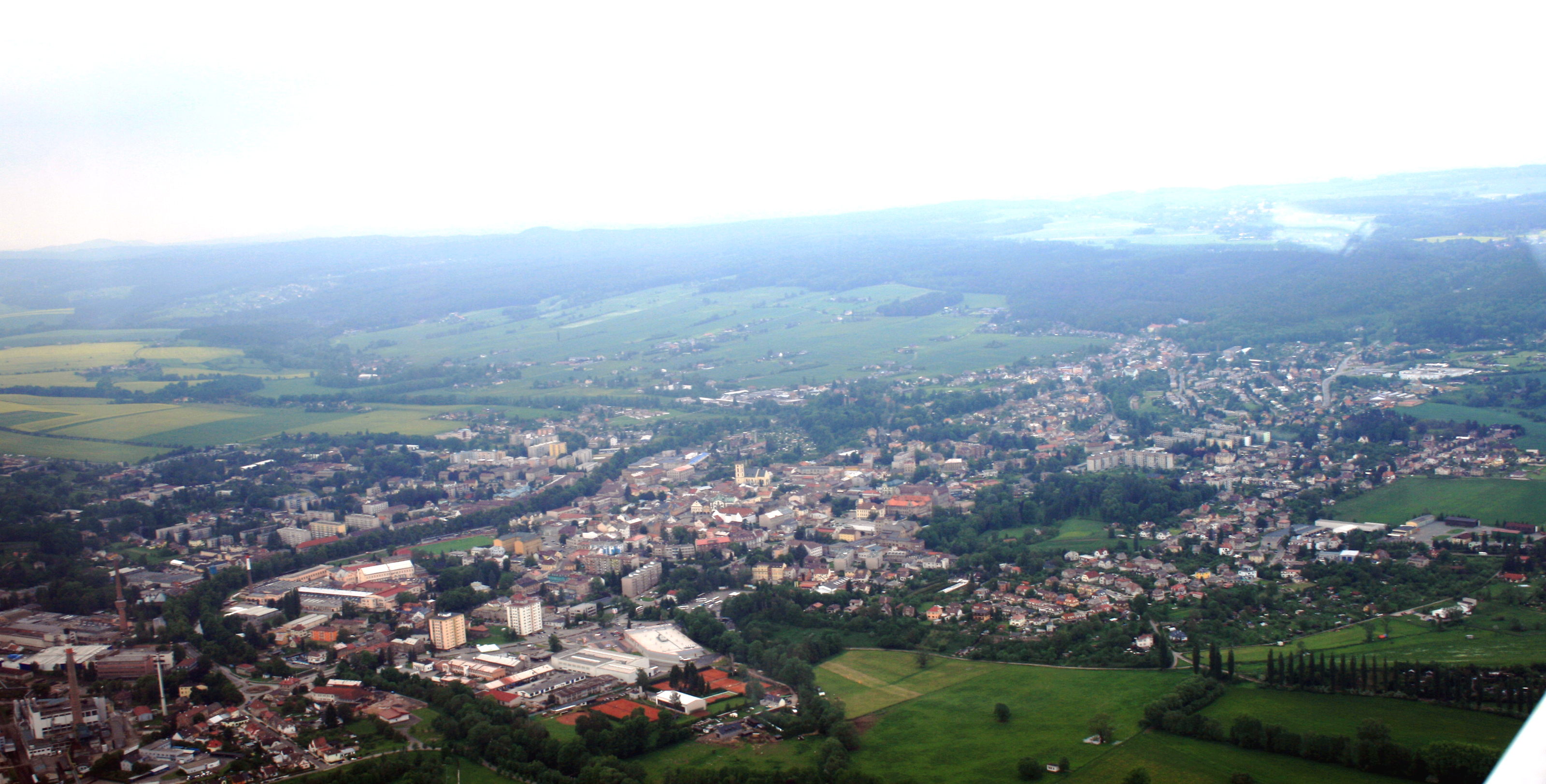
Dvůr Králové nad Labem v Královédvorské kotlině / nivě